# Dassault Neuron
Pour les articles homonymes, voir Neuron.
 (avril 2016).
Si vous disposez d'ouvrages ou d'articles de référence ou si vous connaissez des sites web de qualité traitant du thème abordé ici, merci de compléter l'article en donnant les références utiles à sa vérifiabilité et en les liant à la section « Notes et références ».
Le Dassault Neuron (ou nEUROn selon la typographie utilisée par son constructeur) est un démonstrateur de drone de combat (UCAV) furtif européen, construit par Dassault Aviation. Conçu comme une aile volante, il reprend une aérodynamique similaire à celle du bombardier Northrop Grumman B-2 Spirit.
Lancé initialement en 2003, il fait alors partie des premiers programmes expérimentaux occidentaux avec le Northrop Grumman X-47 Pegasus et le Taranis.

## Objectifs du programme
Les objectifs de démonstration sont : 
- pouvoir exécuter une mission air-sol automatisée insérée dans un réseau C4I d'une durée de 100 min à 100 km de sa base d'opération ;
- réaliser une plate-forme furtive, tant dans le domaine de la signature radar que dans celle de la signature infrarouge ;
- pouvoir tirer des armements (2 x bombe guidée laser de 250 kg ou, moins vraisemblablement, des bombes lisses dotées d'un kit AASM) à partir d'une soute interne dans des délais très courts[réf. nécessaire].

À travers ces missions, l'objectif est également de démontrer la validité de technologies de commandement et de contrôle d'un véhicule sans pilote d'une taille équivalente à celle d'un avion de combat, en assurant le haut niveau de sécurité requis. Ainsi, une dizaine de nouvelles technologies doivent être développées sur le programme :
- la furtivité (la moitié de ces technologies) ;
- le décollage et l'atterrissage automatiques ;
- l'insertion dans le trafic aérien[réf. nécessaire].

Visant à prospecter une alternative à l'utilisation unique de l'avion de combat piloté à l'horizon 2025, il est développé sous l'égide de la Direction générale pour l'Armement (DGA) française par une alliance européenne comprenant les français Dassault Aviation (maître d'œuvre) et Thales, le suédois Saab, le grec HAI, l'espagnol EADS-CASA, l'italien Alenia Aeronautica et le suisse RUAG.
Il a été présenté pour la première fois le 19 janvier 2012 à Istres. Il sera suivi pendant une période de deux ans des essais en France, en Suède et en Italie.
Son premier vol en public a lieu le 4 juin 2016 à Istres lors d'un meeting aérien.

## Historique

### Études préliminaires
En 1999, Dassault Aviation lance sur fonds propres le programme LOGIDUC (Logique de développement d'UCAV). Le 18 juillet 2000, après une année d'essais en soufflerie de ses formes aérodynamiques, une ébauche du « démonstrateur technologique d’avion de combat non piloté », le Petit Duc AVE-D (Aéronef de validation expérimental - Discrétion), effectue le premier vol d'un aéronef furtif en Europe. Il ne s'agit que d'un modèle de deux mètres d'envergure et de 50 kg, qui ne vole qu'à basse vitesse et est guidé par radio. Sa furtivité est testée par des radars air-sol en septembre 2003. En juillet 2008, il effectue un vol totalement autonome, entraînant automatiquement roulage, alignement, décollage, évolutions en vol, atterrissage, freinage et roulage.
Un nouveau prototype, le Petit Duc AVE-C (Aéronef de validation expérimental – Contrôle) passe ses essais en vol en mars 2003 et se distingue de son prédécesseur par la disparition de la double dérive en V au profit d'une voilure en flèche, en fait une aile volante.
D'une masse de 500 kg, l'hybride Moyen Duc est l'étape suivante. Il reprend les formes de l'AVE-C plus la double dérive de l'AVE-D. Le programme LOGIDUC devait aboutir à un ultime prototype, le Grand Duc, qui deviendra en fait le démonstrateur pan-européen de drone de combat Neuron.

### Lancement du projet
Neuron est lancé par la ministre de la Défense française Michèle Alliot-Marie au cours du Salon du Bourget 2003. Sa maquette à l'échelle réduite est présentée au salon international de la défense terrestre, aéroterrestre et de sécurité Eurosatory 2004 où il prend le nom de Neuron pour signifier, selon la ministre, qu'il est « d’emblée très ouvert à la coopération d’autres pays européens. La Suède et la Grèce se sont déjà engagés à y participer, et pourraient prochainement être rejoints par d’autres partenaires ayant manifesté un grand intérêt pour ce projet. »
Pour le maître d'œuvre Dassault Aviation, le démonstrateur Neuron représente :
- « une triple “première” pour l'aéronautique européenne : c’est le premier UCAV réalisé en coopération, le premier appareil de combat furtif et le premier avion de combat entièrement conçu et développé sur un plateau virtuel. » ;
- « un moyen de mettre en œuvre un processus innovateur en matière de gestion et d'organisation de programme de coopération européenne », visant à éviter les dilutions de responsabilités (absence de maître d'œuvre) qu'ont connus depuis 30 ans les projets d'avions de combat européens MRCA (Panavia Tornado) puis ACA (Eurofighter Typhoon) dont il n'était pas acteur. Selon l'avionneur, « pour être efficace, la gestion d'un programme de coopération doit se faire à travers un point unique de décision et un point unique d'exécution. ».

Pour arriver à cet objectif, la DGA a mené des négociations avec les représentants des différents gouvernements européens et ses industriels de la défense afin de finaliser les termes et conditions de leur participation à ce projet. Cette organisation devrait permettre de se conformer de manière stricte aux besoins du projet, en matière de performances, de budget et de planning.
À ces fins, ce démonstrateur est le seul aéronef militaire à être entièrement conçu et développé sur un plateau virtuel de 300 à 350 personnes (500 selon certaines sources et 1 000 à terme), dans un environnement Product Lifecycle Management (PLM) permettant aux six équipes partenaires de travailler simultanément en temps réel sur la même base de données informatiques, quel que soit le lieu d’exécution des travaux, sur les bases de logiciels éprouvés, dont CATIA, développés par Dassault Systèmes[réf. nécessaire].

### Pays partenaires et programme européen ETAP

#### Adhésion de la Suède, Italie, Espagne, Suisse et Grèce
Alors que la signature du contrat était escomptée pour septembre 2004, ce n'est qu'entre mi-2005 et février 2006 que cinq autres industriels européens rejoignent le programme. Le 8 février 2006, la DGA notifie la maîtrise d'œuvre à Dassault Aviation pour un montant d'environ 405 millions d'euros hors taxes (507 millions de dollars), soit 100 millions de plus que prévu, avec une clause ferme de 30 mois couvrant la conception et la définition, qui devraient être alors « gelées ». Ce budget global est ventilé entre :
- 180 millions d'euros TTC pour la France ;
- 150 millions pour la Suède et l'Italie (75 chacun) ;
- 35 millions pour l'Espagne ;
- 20 millions pour la Suisse et pour la Grèce.

Pour l'Europe de la défense, il s'agit en réalité d'une vitrine technologique, au moment où les développements du Dassault Rafale et du Saab JAS 39 Gripen prennent fin, les deux avionneurs travaillant désormais sur l'amélioration des systèmes d'arme intégrés à des cellules déjà existantes (Rafale F3+ et Gripen C/D). Selon son maître d'œuvre Dassault, le programme permet aux bureaux d'études « de garder des compétences en technologies stratégiques dans un secteur que les États-Unis possèdent et qui ne seront jamais transférées à l’Europe. ».
Par ailleurs, Neuron permettrait « le maintien de ses pôles d'excellence. L'industrie européenne a en effet développé des niches technologiques dans plusieurs domaines et, par faute de plan de charge, ce savoir-faire risque de disparaître. ».

#### Les derniers soubresauts du programme ETAP
De son côté, l'Assemblée de l'Union de l'Europe occidentale (UEO) estimait à la même époque et avec retard que :
- « le programme Neuron représente une étape importante pour le développement des capacités européennes dans ce domaine ;
- mais l’effort n’est pas suffisant pour recentrer les démarches européennes, tant la capacité d’attrait des États-Unis reste grande pour les forces armées européennes », sous-entendu, en matière de renouvellement de flotte d'aéronefs par des appareils de 5e génération (F-22 et F-35).

Selon le même texte, le programme européen d’acquisition de technologie (ETAP), lancé à l'initiative de la France en 1999, « aurait pu permettre la coordination efficace de la R&T aéronautique de défense. » (1,1 % de l'effort de défense de l'UE, soit 2,3 milliards d'euros annuels contre 3,3 % pour les États-Unis, soit 10,65 milliards d'euros annuels). Et l'UEO d'évoquer « éventuellement une ouverture graduelle (de Neuron) vers d’autres pays tels que les Pays-Bas, la Turquie, la Norvège, la République tchèque et la Pologne, qui ont aussi des compétences et des niches technologiques en matière aéronautique et spatiale. ».
Quoi qu'il en soit, en 2005, quatre de ces nations faisaient partie des 75 % des membres de l'Union européenne (alors au nombre de 25) qui ne contribuaient qu'à seulement 15 % de la R&T européenne militaire. Autre difficulté (organisationnelle plus que financière), la suggestion que l’ETAP « pourrait le moment venu être confié en tout ou partie à l'Organisation conjointe de coopération en matière d'armement (OCCAR). » Or la Belgique et les Pays-Bas ne font pas partie d'ETAP, pas plus que la Suède de l’OCCAR. Surtout, la DGA, passant outre ces éventuels blocages administratifs, avait demandé aux partenaires industriels potentiels de faire bénéficier le programme de compétences qu'ils possédaient déjà et non de chercher à en acquérir de nouvelles, une voie dont 3 d'entre eux s'étaient déjà affranchis en s'engageant financièrement de 1995 à 2012 dans le programme américain Joint Strike Fighter (JSF F-35) avec, à la clé, « participation à une équipe industrielle de premier plan, accès au marché américain et aux technologies les plus avancées. ».
Ces investissements avaient déjà commencé à entamer depuis 10 ans, et pour encore plusieurs années encore, leurs budgets de R&T en tant que partenaires de niveau 2 (« informed partner »), comme les Pays-Bas (810 millions de dollars) et même partenaires de niveau 3 (« associate partner »), telles la Norvège (132 millions de dollars) et la Turquie qui, après avoir annoncé son intention d'achat de 100 JSF pour 10 milliards de dollars le 13 décembre 2006, renonçait de facto à prendre part à la charge industrielle de l'Eurofighter Typhoon.

#### Départ du Royaume-Uni
De même, le Royaume-Uni qui, avec 654 millions d'euros annuels, est le principal contributeur à la R&T (Research & Technology) au sein de l'UE (mais pas toujours à destination de l'Europe), « après s’être orienté vers une coopération avec les États-Unis et l’Allemagne affiche des projets, mais n’a pas de programme », déclarait Charles Edelstenne, PDG de Dassault Aviation, lors de la conférence de presse pré-salon du Bourget 2005.
Il était de notoriété publique depuis août 2000, selon des sources « proches des gouvernements français, allemands, suédois et anglais », que la Couronne « refusait à son industrie de coopérer sur le sujet de la furtivité avec des compagnies autres qu'américaines. » Il faut préciser que BAE Systems avait bien développé plusieurs projets aussi furtifs que secrets, tout d'abord le Replica, une maquette statique d'avion de combat furtif à l'échelle 1/1 lancée dès 1993 (ou 1994), terminée en 1999 et dont une photo en soufflerie de ce programme d'un budget restreint de 30 millions d'euros (20 millions de livres) ne paraissait qu'en 2003. Selon les observateurs autorisés, Replica trahissait un air de famille avec l'avant-projet Joint Air Strike Technology (JAST) de McDonnell Douglas et a, d'évidence, permis à BAE Systems de décrocher un « ticket d'entrée » pour accéder aux transferts de technologie de son successeur Joint Strike Fighter (JSF) (depuis Lockheed F-35 Lightning II) américain en tant que partenaire de niveau 1. Dès lors, ce « black project » tuait dans l'œuf le programme ETAP dès 1999-2000.
Après les démonstrateurs de drones Raven (vol d'essai en 2003) puis de Corax, dont le vol d'essai en 2004 n'a été révélé qu'en janvier 2006, le Royaume-Uni, qui n'a pas souhaité rejoindre le projet Neuron, lançait en mars 2005 son propre programme national, le Strategic Unmanned Air Vehicle-Experiment (SUAV-E). Le démonstrateur, le BAE Systems Taranis (une cellule très proche de celle du Raven), a reçu un financement très inférieur à celui du Neuron de 184,50 millions d'euros (124 millions de livres) en décembre 2006. Les partenaires incluent Rolls-Royce (qui fournira le moteur Adour Mk. 951 identique à celui du Neuron), QinetiQ et Smiths Aerospace, une filiale de l'américain General Electric. D'une longueur de 11,35 mètres, d'une envergure de 9,94 mètres et d'une masse de 8 tonnes, le démonstrateur Taranis serait donc l'un des plus lourds drones de combat au monde. Ses essais au sol sont prévus pour 2009, le premier vol étant annoncé au centre d'essais de Woomera (Australie) pour 2010[Passage à actualiser]. Vraisemblablement pour des raisons budgétaires, aucun lancement d'armement n'est prévu.

#### Non participation de la Russie, Allemagne et Belgique
Toujours selon Edelstenne, « la Russie s’est intéressée au programme UCAV mais n’a pas donné suite », en dépit d'un « accord de principe » de 2004 à Saint-Pétersbourg entre le ministre russe de la Défense Sergueï Ivanov et son homologue français Michèle Alliot-Marie, en prélude à la 4e session du Conseil de coopération franco-russe sur les questions de sécurité (CCQS). Après le démonstrateur technologique Mikoyan-Gourevitch Skat de 2007, la Russie développe de nos jours son propre drone de combat furtif, le Soukhoï S-70 Okhotnik-B.
Quant au démonstrateur EADS Barracuda, il s'agit essentiellement d'un drone visant à valider une mission primaire de reconnaissance maritime et secondaire de combat.
La Belgique n'a pas participé au montage industriel du Neuron en raison de l’impossibilité pour l’État fédéral et les régions de parvenir à un accord de financement globalement satisfaisant, pourtant modeste (entre 15 et 30 millions d'euros) et malgré l'activisme de l'avionneur SABCA, filiale de Dassault, auquel aurait dû s'ajouter Barco. Une porte reste ouverte pour l'intégration future d'une liaison satellite.

### Phase de conception et de définition
Le 8 février 2006, après réception de la définition technique préliminaire du projet, qui constitue son tout premier rapport d’étape après six mois d’études, la DGA notifie à Dassault Aviation le contrat principal du projet Neuron. Les contrats de partenariats industriels sont signés quelque temps après.
Le 12 juin 2007, les services d'acquisition italien, suédois, espagnol, grec, suisse et français sont informés par la DGA du lancement d'une phase de définition du programme de 19 mois, jusqu'alors connue sous le code AP781-20, ayant pour objet de « geler » les formes du démonstrateur et de détailler les systèmes.
Une somme de 130 millions d'euros est affectée à cette phase. Deux tranches conditionnelles au contrat du 8 février 2006 (développement puis assemblage) peuvent s'exercer par les industriels à l'issue de cette phase[réf. nécessaire].

### Développement et essais
Début 2008 devait commencer la phase de développement du système puis de la cellule, celle-ci devant commencer à être fabriquée fin 2008 et se terminer fin 2010. Un banc d'intégration système fonctionnera parallèlement de début 2010 à la mi-2011 au centre d'essais de la DGA sur la base aérienne 125 Istres-Le Tubé (France)[Passage à actualiser].
Le 11 octobre 2006, Dassault louait deux moteurs Adour Mk 951, l'un pour les essais statiques de la cellule et du moteur qui débuteront début 2011, l'autre pour un premier vol prévu au premier semestre 2011[Passage à actualiser].
En 2012, plusieurs campagnes d'essais en vol (un seul prototype) auront lieu aux centres d'essais de Vidsel (Suède), qui possède une piste de 2,3 km, et de Salto di Quirra (Sardaigne). Des tirs d'armement sont prévus[Passage à actualiser].
Le samedi 1er décembre 2012 à 8 h 20, le Neuron effectue son premier vol en survolant les zones peu habitées proches de l'étang de Berre avant de revenir à son point de départ sur la base aérienne 125 Istres-Le Tubé. L'appareil vole pendant 25 minutes sous la surveillance de deux pilotes d'essai, installés dans une station au sol.
Tous les tests ont été réussis : simulation d'approche, haute vitesse, virages, capacité à s'aligner sur la piste et à se poser automatiquement. Ces tests ont démontré notamment la maîtrise des commandes de vol dont certaines parties sont issues du jet d'affaires, le Falcon 7X.
Un total de 123 vols est effectué entre 2012 et 2015 en France. Durant l’été 2015 des essais de signature radar et infrarouge sont menés en Italie, puis des essais de largage d'armements depuis sa soute en Suède. Une nouvelle campagne est lancée en mai 2016 par la direction générale de l’Armement, avec des vols au-dessus de la mer avec le porte-avions Charles de Gaulle puis une campagne de mesures de signature électromagnétique effectuée jusque début 2017 à DGA Maîtrise de l'information.
D’autres essais portant sur la furtivité du démonstrateur nEUROn, en collaboration avec des avions Eurofighter Typhoon de l’armée de l’Air espagnole, sont réalisés en 2018-2019.

### Futur
« Le démonstrateur d'UCAV ne préjuge pas de programmes d'équipement ultérieurs », précisait le ministre de la Défense français le 13 janvier 2004. « À vocation expérimentale, ce démonstrateur est destiné à faire progresser les technologies de discrétion et l'intégration d'un véhicule aérien dans les réseaux du champ de bataille. Les compétences développées, les outils et les résultats de cette démonstration pourront servir à une nouvelle génération d'avions de combat pilotés ».

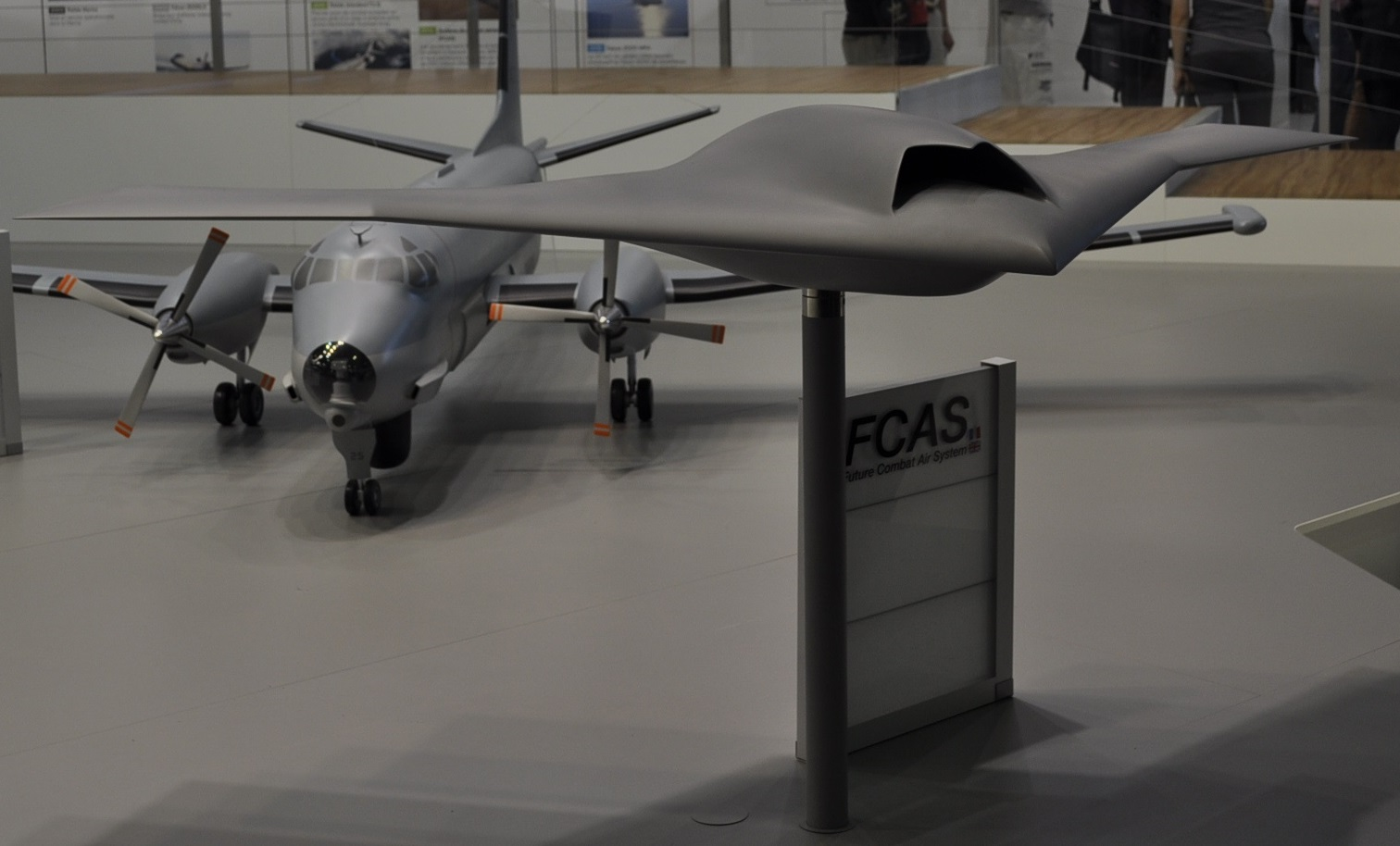
Le système de combat aérien du futur est un programme franco-britannique lancé en 2012 à partir des technologies du Neuron et du Taranis.

Si le rapport de 2005 de l'Assemblée de l'UEO estimait qu'« avec le Neuron, on est encore loin de l'objectif de « robotisation » des forces armées américaines, qui visent à se doter, à partir de 2015-25, d'une capacité aérienne et terrestre dans ce domaine, à hauteur de 30 % de la capacité opérationnelle et de frappe », Yves Robins de Dassault Aviation déclarait lors du salon Eurosatory 2006 qu'« on peut imaginer que vers 2020, il y ait une deuxième génération d'avions de combat sans pilote en service dans les armées de l'air » et qu'à terme « 30 % des missions menées par l'aviation pourront l'être par des avions de combat non pilotés ».
Quant à l'objection de l'UEO de 2004 selon laquelle « le défi majeur consiste à transformer ces robots en êtres autonomes et dotés d'une intelligence artificielle », dès février 2003, Laurent Chassaing, chef du service analyse des systèmes militaires chez Dassault, estimait que « l'UCAV n'a pas vocation à se substituer à l'avion de combat habité, qu'il n'est donc pas nécessaire de lui en faire acquérir toutes les capacités et, surtout, ne pas chercher à le rendre intelligent et créatif ». Encore très récemment[Quand ?], Dassault ne cachait pas qu'il verrait bien un Neuron (ou son successeur) être télépiloté à partir d'un Rafale biplace, une initiative à laquelle Saab n'est toujours pas acquise.
Plus prudent, Richard Wolsztynski, chef d'état-major de l'armée de l'air lors de son audition en 2005 devant la commission de la défense nationale et des forces armées de l'Assemblée nationale, estimait que « le débat de l'articulation entre UCAV et Rafale est ouvert [...]. Si l'on imagine aisément que l'UAV puisse intervenir en complément de la composante pilotée [...], il est plus difficile de définir la complémentarité entre l'UCAV et l'avion piloté [...]. En l'état, personne ne peut précisément décrire comment seront utilisés les UCAV par rapport aux avions pilotés. On commence à étudier des utilisations successives ou combinées, ou encore selon des affectations géographiques différentes ».
Les accords signés sur le Neuron se terminent en 2013 avec remise d'un rapport des industriels à la DGA. Il est peu probable, qu'à cet horizon, un engin de série voie le jour puisque les ultimes versions des avions de combat multirôles de 4e génération Rafale F3+, Gripen C/D et Eurofighter Typhoon n'en seront qu'à leur adolescence opérationnelle. Cependant, on pense d'ores et déjà aux développements ultérieurs du Neuron (démonstrateur à l'échelle 1/75 d'un hypothétique drone de combat industrialisé) qui pourraient être :
- l'intégration rapide d'une liaison satellite ;
- puis l'intégration d'une suite de contre-mesures électroniques ;
- ainsi que la possibilité de tir de missile air-air[Passage à actualiser].

Les accords de Lancaster House, signés fin 2010 entre Paris et Londres prévoient une coopération militaire entre les deux pays. Au sommet franco-britannique de Brize Norton en 2014, François Hollande et David Cameron s'engagent sur le projet Système de combat aérien du futur (SCAF). Ce système n'est pas une simple amélioration du Neuron et du Taranis, il prend en compte l'aspect militaire en intégrant des systèmes d'armes.
À la suite de la nouvelle LPM 2024/2030, Le ministre français de la Défense Sébastien Lecornu a déposé un amendement visant à développer un drone qui accompagnera le Rafale F5. Il sera basé sur les technologies du Neuron.

## Spécifications

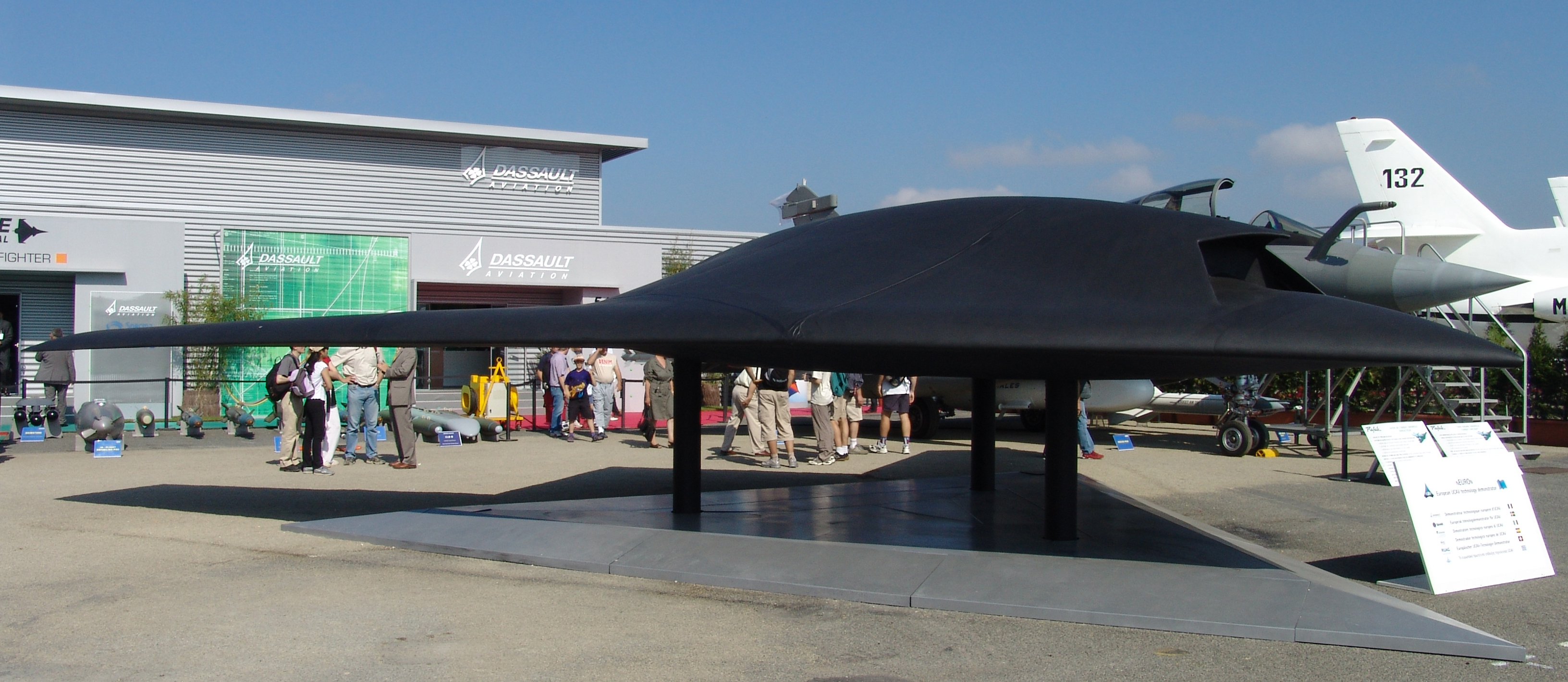
Maquette 1/1 du Neuron au salon du Bourget 2005.

La maquette à l'échelle 1 du drone de combat européen Neuron est dévoilée le 13 juin 2005 au cours du salon du Bourget. Son apparence est la suivante : un profil en bec d'aigle et une ligne des apex (la pointe) qui file sans aucune courbure jusqu'aux ailes, une entrée d'air dorsale en W et à l'aplomb de cette dernière, un fuselage bombé destiné à masquer les aubes du compresseur à la vue des radars.
D'une longueur de 10 mètres (ou selon d'autres sources de 9,3 mètres, conditionnée par la taille des armements), d'une envergure de 12 à 12,5 mètres, d'une masse à vide de 4,9 tonnes et de 6,5 tonnes à pleine charge, Neuron est un monomoteur propulsé par un Adour Mk 951 de 29 kN de poussée produit par l'entreprise Safran Helicopter Engines et Rolls Royce plc et qui a accumulé 7 millions d'heures de vol. Le principe étant d'utiliser dans le programme nEUROn du matériel existant et ayant fait ses preuves.
Doté d'une furtivité radar et infrarouge, la vitesse (Mach 0,3 à 0,8) de Neuron est subsonique. Il serait télépiloté par une station au sol (et peut-être, à terme, aéroportée) de seulement deux personnes, ordonnant à un nombre inconnu de drones de combat des modifications de trajectoire que le(s) Neuron exécuterai(en)t automatiquement[réf. nécessaire].

## Répartition des responsabilités
- Dassault Aviation assure l'architecture et la conception du démonstrateur, du système de vol, de l'assemblage et des essais statiques comme en vol.
- Thales procure la liaison de données conforme au STANAG 7085 de l’OTAN et l'interface avec le commandement.
- Alenia, grâce à l'expérience acquise par son démonstrateur Sky-X, en plus des systèmes anémométriques et électriques, est essentiellement responsable du système de tir (un capteur infrarouge fourni par sa filiale Galileo Avionica) à partir d'une soute à armements biplace. Pour celle-ci deux options sont étudiées. La première consiste en un système classique où un compas extrait l'engin pour le placer dans le lit du vent relatif avant de l'éjecter. Dans la seconde, proposée par Alenia, la bombe est directement suspendue à la trappe de soute et sort de la cellule quand celle-ci s'ouvre[25]. Quoi qu'il en soit, selon Benoit Dussaugey, de Dassault, « les vibrations et le bruit de l'ouverture de la soute, qui ont causé des ennuis dans le passé, feront l'objet d'une attention particulière. »[26]
- Saab, forte de ses démonstrateurs de drones furtifs SHARC puis FILUR, lequel a volé pour la première fois en 2005, contribue à la conception générale de la cellule, est chargée du fuselage, de l'avionique et du système carburant.
- EADS-CASA construit la voilure et la station de contrôle au sol et réalise l'intégration de la liaison de données de Thales.
- HAI (en) réalise le fuselage arrière, les tuyères furtives et le banc d'essai.
- RUAG fournit la soufflerie[27] et le dispositif d'emport d'armements.
- Enfin d'autres fournisseurs sont impliqués tel que Safran Landing Systems qui fournit les trains d'atterrissage.

### Développement lié
- Dassault AVE-D Petit Duc (en)
- Dassault AVE-C Moyen Duc (en)

### Aéronefs comparables
- BAE Corax (en)
- BAE Taranis
- MiG Skat
- Boeing Phantom Ray
- Boeing X-45
- EADS Barracuda
- Lockheed Martin Polecat
- Northrop Grumman X-47 Pegasus